# Аконитовая кислота
Аконитовая или пропилентрикарбоновая кислота — ненасыщенная трикарбоновая кислота. Бесцветные кристаллы. Существует в виде цис- и транс- изомера.
Цис-актонитовая кислота является промежуточным продуктом в цикле Кребса при дегидратации цитрата.
Соли аконитовой кислоты называются аконитатами.

## Открытие и названия
Была открыта в 1820 году Пешье (Реschier) в растениях Aconitum napellus и Асonitum paniculatum. Беннершейдт указал на её присутствие в Асonitum stoerckeanum, Браконно и Реньо нашли ту же кислоту в некоторых хвощах (Equisetum fluviatile, Equisetum limosum и др.); Викке — в Delphinium consolida, Линдероз — в черногорке (Adonis vernalis); Бауп (Baup) и Крассо получили аконитовую кислоту при нагревании лимонной (откуда название цитридиновой).

## Получение и состав
Получение аконитовой кислоты из перечисленных выше растений состоит в следующем: выжатый сок растений кипятят для удаления белковых и подобных веществ и затем выпариванием сгущают до густоты мёда, из такого раствора спустя некоторое время выкристаллизовывается аконитат кальция. Известковую соль отмывают от маточного рассола водой, кипячением с карбонатом натрия превращают в легко растворимый аконитат натрия, далее раствор усредняют уксусной кислотой и с помощью ацетата свинца осаждают нерастворимый в воде аконитат свинца, который сперва тщательно промывают водою, потом разлагают сероводородом.
Раствор аконитовой кислоты, отделенный фильтрованием от сульфида свинца, выпаривают досуха на водяной бане, остаток растворяют в эфире, эфирный раствор, отделённый от нерастворяющихся примесей, испаряют и выделяющуюся при этом аконитовую кислоту выкристаллизовывают из воды. Аконитовая кислота после выделения из растворов представляет собой бесцветные квадратные кристаллы, имеющие формулу С6Н6О6 или С3Н3(СООН)3, она легко растворима в воде и ещё легче в спирте, а также и в абсолютном эфире чем отличается от лимонной, при 187 °C кристаллы плавятся, при этом она распадается на углекислый газ (СО2) и итаконовую кислоту.
Аконитовая кислота трёхосновная, даёт три ряда солей, представляющих собою продукт замещения металлами одного, двух или всех трёх водородов карбоксильных групп, обусловливающих кислые свойства, т. е. основность всякой органической кислоты. Большая чась аконитатов растворима в воде, хорошо кристаллизуются, средние аконитаты свинца, серебра и окиси железа в воде не растворяются. Средний этиловый эфир аконитовой кислоты образуется при пропускании хлористого водорода через раствор кислоты в абсолютном спирте, он представляет тяжёлую маслянистую жидкость, кипящую при 275 °С (или 117 °С при 14 т. т.[прояснить]) без разложения.
Аконитовая кислота по своему составу и строению находится в близком отношении к кислоте лимонной (С3Н4(ОН)(СООН)3 или C6H8O7), от которой она отличается элементами одной частицы воды, как было указано выше, аконитовая кислота на самом деле получена из лимонной, и даже этот способ образования представляется наивыгоднейшим для её приготовления. Для превращения лимонной кислоты в аконитовую можно нагревать первую в реторте саму по себе или, как советует Генчель (Hentschel), вместе с чистой серной кислотой (разбавленной полуобъёмом воды). Если кипятить такую смесь кислот с обратно поставленным холодильником в продолжение 4—5 часов, то при охлаждении массы образуется твёрдый сгусток кристаллов аконитовой кислоты. Эти кристаллы взбалтываются с дымящейся соляной кислотой, в которой аконитовая кислота плохо растворяется, затем отбрасываются на асбестовый фильтр и промываются до удаления следов серной кислоты. Полученные таким образом кристаллы аконитовой кислоты обладают высокой чистотой, выходит из 100 г лимонной — до 50 г аконитовой.
Аконитовая кислота заключает в своём составе радикал С3Н3 и является кислотой непредельной, а потому обладает способностью давать продукты присоединения, так, известны её продукты присоединения с бромоводородом, хлорноватистой кислотой, а также, с двумя атомами водорода. Соединение аконитовой кислоты с водородом, имеющее состав C3H5(СООH)3 и тождественное с так называемой трикарболиловой кислотой, легко представить себе, исходя из общепринятой формулы строения аконитовой кислоты: СН2(СООH)−С(СООH)=СН(СООH).

## Применение
В тканевой инженерии используются полиэфиры аконитовой кислоты. Чаще всего аконитовую кислоту используют как прекурсор при синтезе пластификаторов, сшивающих агентов.

## В природе
В обмене веществ высшие растения используют аконитовую кислоту как защиту от вредителей и болезней, снижения уровня токсичности солей алюминия, источник углерода, поддержание окислительно-восстановительного равновесия.